# Sermoneta
Sermoneta est une commune italienne d'environ 10 000 habitants située dans la province de Latina, dans la région Latium, en Italie centrale.

## Géographie

### Hameaux
Monticchio, Sermoneta Scalo, Tufette, Doganella, Pontenuovo, Carrara.

### Communes limitrophes
Bassiano, Cisterna di Latina, Latina, Norma, Sezze.

## Culture locale et patrimoine

### Lieux et monuments
- Castello Caetani
- Abbaye de Valvisciolo

### Personnalités liées à la commune
- Girolamo Siciolante da Sermoneta (1521-1575), peintre italien maniériste et contre-maniériste.
- Fabritio Caroso (1526/1535 – 1605/1620), compositeur, danseur, chorégraphe et théoricien de la danse italien.
- Antonio Cavallucci (1752-1795), peintre italien représentant du baroque tardif.

## Administration
| Période                                  | Période    | Identité              | Étiquette    | Qualité |
| ---------------------------------------- | ---------- | --------------------- | ------------ | ------- |
| Les données manquantes sont à compléter. |            |                       |              |         |
| 14 juin 2004                             | 2014       | Giuseppina Giovannoli | Lista Civica |         |
| mai 2014                                 | avril 2019 | Claudio Damiano       | Lista Civica |         |
| avril 2019                               | mai 2019   | Marialanda Ippolito   | Lista Civica |         |
| mai 2019                                 | En cours   | Giuseppina Giovannoli | Lista Civica |         |

### Évolution démographique
Habitants recensés